# Loei (provincie)
Loei is een provincie in het noordoosten van Thailand in het gebied dat ook wel Isaan wordt genoemd. In december 2002 had de provincie 635.587 inwoners, het is daarmee de 38e provincie qua bevolking in Thailand. Met een oppervlakte van 11.424,6 km² is het de 14e provincie qua omvang in Thailand. De provincie ligt op ongeveer 520 kilometer van Bangkok. Loei grenst aan Laos, Nong Khai, Udon Thani, Nongbua Lamphu, Khon Kaen, Phetchabun en Phitsanulok; het ligt niet aan zee.

## Provinciale symbolen
|  | Het provinciale zegel van Loei. |

## Klimaat
De gemiddelde jaartemperatuur is 31 graden. De temperatuur varieert van 9 graden tot 42,5 graden. Gemiddeld valt er 1340 mm regen per jaar.

## Politiek

### Bestuurlijke indeling
De provincie is onderverdeeld in 12 districten (Amphoe) en 2 subdistricten (King Amphoe) namelijk:
| Amphoe \| 1. Mueang Loei 2. Na Duang 3. Chiang Khan 4. Pak Chom 5. Dan Sai 6. Na Haeo \| 1. Phu Ruea 2. Tha Li 3. Wang Saphung 4. Phu Kradueng 5. Phu Luang 6. Pha Kao \| | King Amphoe 1. Erawan 2. Nong Hin                                             |  |
| 1. Mueang Loei 2. Na Duang 3. Chiang Khan 4. Pak Chom 5. Dan Sai 6. Na Haeo                                                                                               | 1. Phu Ruea 2. Tha Li 3. Wang Saphung 4. Phu Kradueng 5. Phu Luang 6. Pha Kao |  |